# NGC 1012
NGC 1012 est une galaxie spirale située dans la constellation du Bélier. NGC 1012 a été découverte par l'astronome germano-britannique William Herschel en 1784.

## Caractéristiques
NGC 1012 présente une large raie HI.

### Distance
Sa vitesse par rapport au fond diffus cosmologique est de767 ± 16 km/s, ce qui correspond à une distance de Hubble de 11,3 ± 0,8 Mpc (∼36,9 millions d'al).
À ce jour, six mesures non basées sur le décalage vers le rouge (redshift) donnent une distance de 15,157 ± 3,083 Mpc (∼49,4 millions d'al), ce qui est à l'intérieur des valeurs de la distance de Hubble.

### Classification
Toutes les sources classent NGC 1012 comme une galaxie lenticulaire (S0/a), mais l'image de l'étude SDSS semble en accord avec la classification donnée par le professeur Seligman, soit une galaxie spirale.

## Groupe de NGC 1012
La galaxie NGC 1012 est plus brillante d'un trio de galaxies qui porte son nom. Les deux autres galaxies du groupe de NGC 1012 sont UGC 2017  et UGC 2053.